# إتاياناغي
إتاياناغي (باليابانية: 板柳町) هي بلدية في اليابان، وبلدة في اليابان، تقع في محافظة آوموري، بلغ عدد سكانها 13,438 نسمة وذلك حسب إحصائيات سنة 2018، تبلغ مساحتها 41.81 كيلومتر مربع.

## الموقع
تشترك في الحدود مع:
- آوموري، آوموري
- مقاطعة كيتاتسوغارو  [لغات أخرى]‏
- غوشوغاوارا، آوموري
- هيروساكي، آوموري
- مقاطعة ميناميتسوغارو  [لغات أخرى]‏.

## مدن توأم
المدن التوأم:
- ياكيما.

## أعلام
- كايوكو فوكوشي